# Picardia
|  | Per a altres significats, vegeu «picardia (planta)». |

La Picardia (Picardie en francès) fou una regió francesa, amb caràcter administratiu a l'estat francès, situada al nord de la França europea. Des de l'1 de gener de 2016 fou desintegrada i el seu territori posat sota l'administració de la nova regió dels Alts de França (Hauts-de-France).

## Geografia
La Picardia limita amb les regions franceses de Nord-Pas de Calais, Xampanya-Ardenes, l'Illa de França i l'Alta Normandia. Així mateix, al nord-est té frontera amb Bèlgica. És ocupada en gran part per la plana picarda, de terrenys cretacis molt anivellats, amb aspecte uniforme i on les escasses elevacions no superen mai els 200 metres. Només les valls actuals, producte d'una erosió recent, representen un element diferenciat del paisatge, amb la seva forma de llarg corredor, emplenat per una espessa capa de torba.
Consta de 3 departaments:
- Aisne
- Oise
- Somme

## Economia
L'agricultura de la regió és molt racionalitzada, amb un alt grau de mecanització i utilització d'adobs: blat, moresc, bleda-rave sucrera i hortalisses en són els productes principals. Hi és desenvolupada l'explotació ramadera, bovina i porcina, proveïdora de la propera regió parisenca. Hi són tradicionals la indústria tèxtil i la metal·lúrgica, incrementades avui per la descentralització de l'àrea parisenca. Hi ha altres sectors, com les construccions mecàniques (Beauvais, Amiens), l'aparellatge elèctric (Amiens, Beauvais, Saint-Quentin, Soissons), vidre i material de construcció, cautxú sintètic. L'activitat terciària es produeix sobretot als principals centres urbans, com Amiens, Beauvais, Saint-Quentin, Soissons, Laon, Compiègne i Abbeville, bé que la proximitat de París i també de Reims en limita l'àrea d'influència.

## Història
Fou integrada a la Gàl·lia Belga a l'època romana, més tard esdevingué dominada per diversos senyors feudals. Al segle xii hom hi creà diferents comunes, i Felip II de França la dividí (1185) en dues batllies, Amiens i Vermandois, que acostà progressivament al seu domini. Disputada pel Regne de França al regne d'Anglaterra durant la Guerra dels Cent Anys, aquella en cedí part al ducat de Borgonya (Tractat d'Arras (1435); ratificat pel de Conflans, 1465); però la mort de Carles I de Borgonya (1477) i el segon tractat d'Arràs (1482) — entre Lluís XI de França i Maximilià I d'Àustria — incorporaren el país a la corona francesa.
Pel tractat de Madrid (1526) restà com a territori fronterer entre França i els Països Baixos. El 1557 Felip II de Castella hi derrotà els francesos a Saint-Quentin, però pel tractat de Cateau-Cambrésis (1559) els en retornà els punts ocupats. Fou teatre de guerra entre França i Castella, i l'any 1654 passà definitivament a la primera.

## Llengua
Tothom hi parla, excepte a la part sud de la regió, una llengua regional anomenada picard. El picard, que forma part de les llengües d'oïl, conegué el seu auge al segle xiii. En aquesta època, es parlava picard a tota la Picardia actual (a excepció del sud dels departaments d'Oise i Aisne), als departaments de Nord (excepció feta de la ciutat de Dunkerque) i el Pas de Calais, i a una part de la província belga de l'Hainaut.
A començaments del segle xix, ja no es parlava picard a les àrees més meridionals de la regió: Beauvais, Noyon i Vervins, i el picard esdevingué una parla rural.
Actualment el picard és sobretot una llengua parlada i no s'ensenya a les escoles (excepte algunes iniciatives puntuals i no oficials). Tot i així, és objecte d'estudi i recerca a les facultats de Lletres de Lilla i Amiens. Com a conseqüència de la mobilitat de la població i de la presència majoritària de la llengua francesa als mitjans de comunicació, les diferents varietats dialectals del picard tendeixen cap a una uniformització. Ara bé, cada vegada són menys els habitants de la Picardia capaços de parlar aquesta llengua, així com els que la tenen com a llengua materna.

## Política
El president d'aquesta regió és el socialista Claude Gewerc, que ocupa aquest càrrec des de les eleccions regionals de 2004, en les quals l'esquerra va obtenir la majoria absoluta al Consell Regional de Picardia.
L'anterior president regional Charles Baur, de la UMP, no es presentà la reelecció.
La coalició dretana formada per la UMP i la Unió per a la Democràcia Francesa (UDF) no va poder mantenir el govern d'aquesta regió, tot i ser la llista més votada a la primera volta de les eleccions. A la segona volta, aquesta coalició va obtenir el 35,94% dels vots i 15 dels 57 escons en joc.
L'esquerra, en canvi, es presentà dividida a la primera volta de les eleccions. D'una banda, el Partit Socialista, Els Verds i el Partit Radical d'Esquerra, i de l'altra el Partit Comunista Francès. Ambdues llistes es van fusionar per a la segona volta, on l'esquerra aconseguí el 45,39% dels vots i 34 escons.
El Front Nacional va ser la llista menys votada a la segona volta amb el 18,66% dels vots i 8 escons.